# Leucoagaricus ionidicolor
Leucoagaricus ionidicolor är en svampart som beskrevs av Bellù & Lanzoni 1988. Leucoagaricus ionidicolor ingår i släktet Leucoagaricus och familjen Agaricaceae.  Arten är reproducerande i Sverige. Inga underarter finns listade i Catalogue of Life.